# Taraxacum
Taraxacum  F. H. Wigg., 1780 è un genere di piante angiosperme dicotiledoni della famiglia delle Asteraceae.

## Etimologia
Il nome del genere (Taraxacum) è attestato in epoca medioevale dal persiano (attraverso l'arabo) "Talkh chakok" che significherebbe "erba amara". In Europa tale nome fu introdotto dal botanico di Francoforte Adam Lonitzer nel XV secolo. Esistono altre incerte etimologie dal greco antico collegate alle molteplici proprietà risananti di quest'erba.
Il nome scientifico del genere è stato proposto dal botanico germanico Friedrich Heinrich Wiggers (1746-1811) nella pubblicazione "Primitiae Florae Holsaticae. Kiel." (Prim. Fl. Holsat. 56, adnot. x, y, z.) del 1780.

## Descrizione

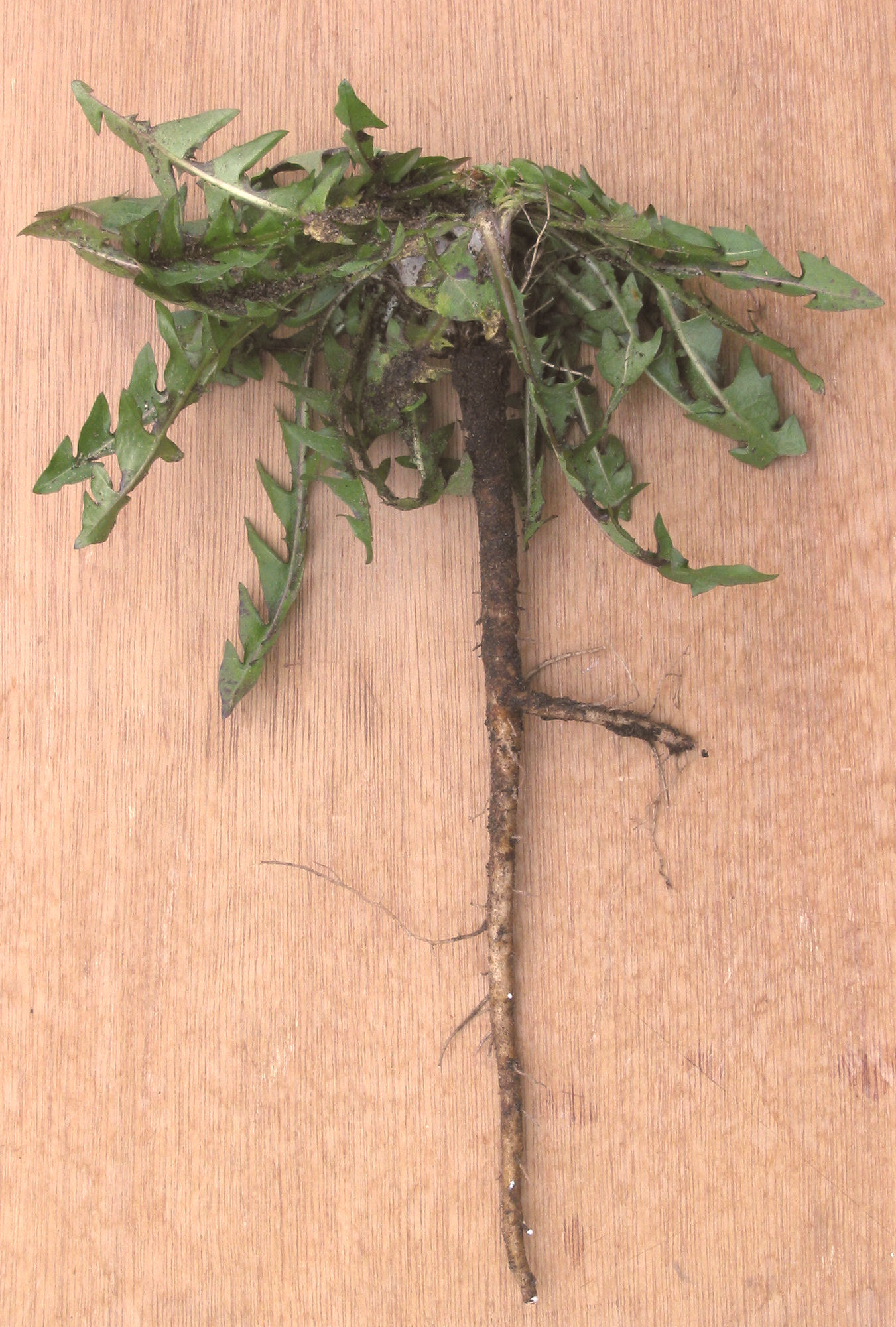
L'apparato radicale
Taraxacum sect. Taraxacum

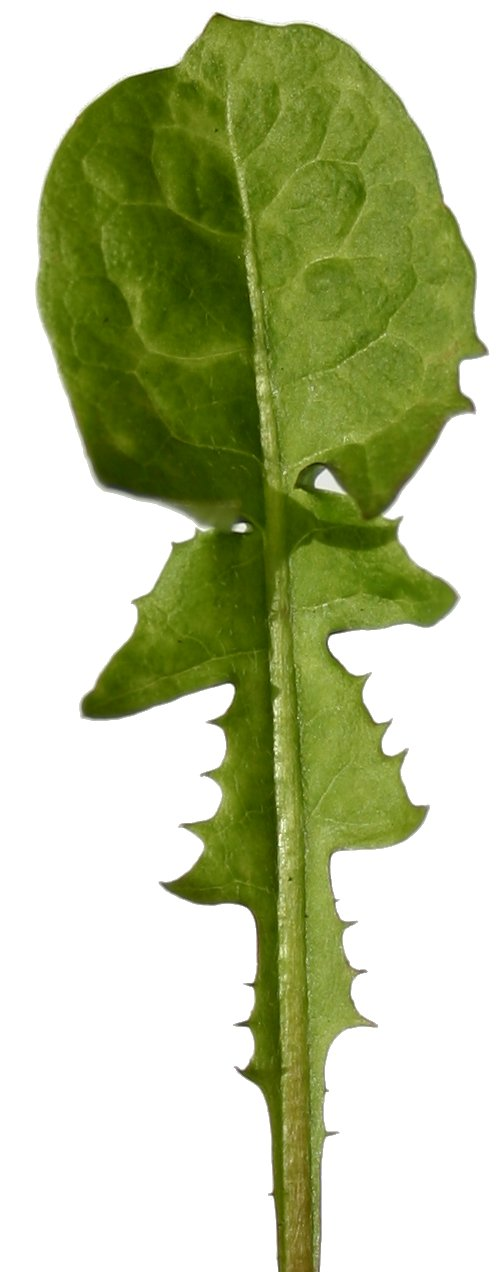
La foglia
Taraxacum sect. Taraxacum

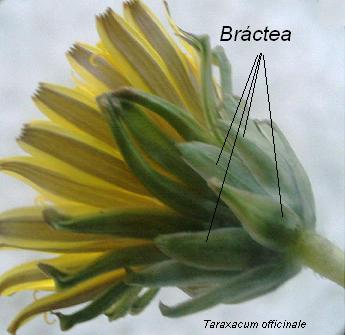
Involucro con brattee
Taraxacum sect. Taraxacum

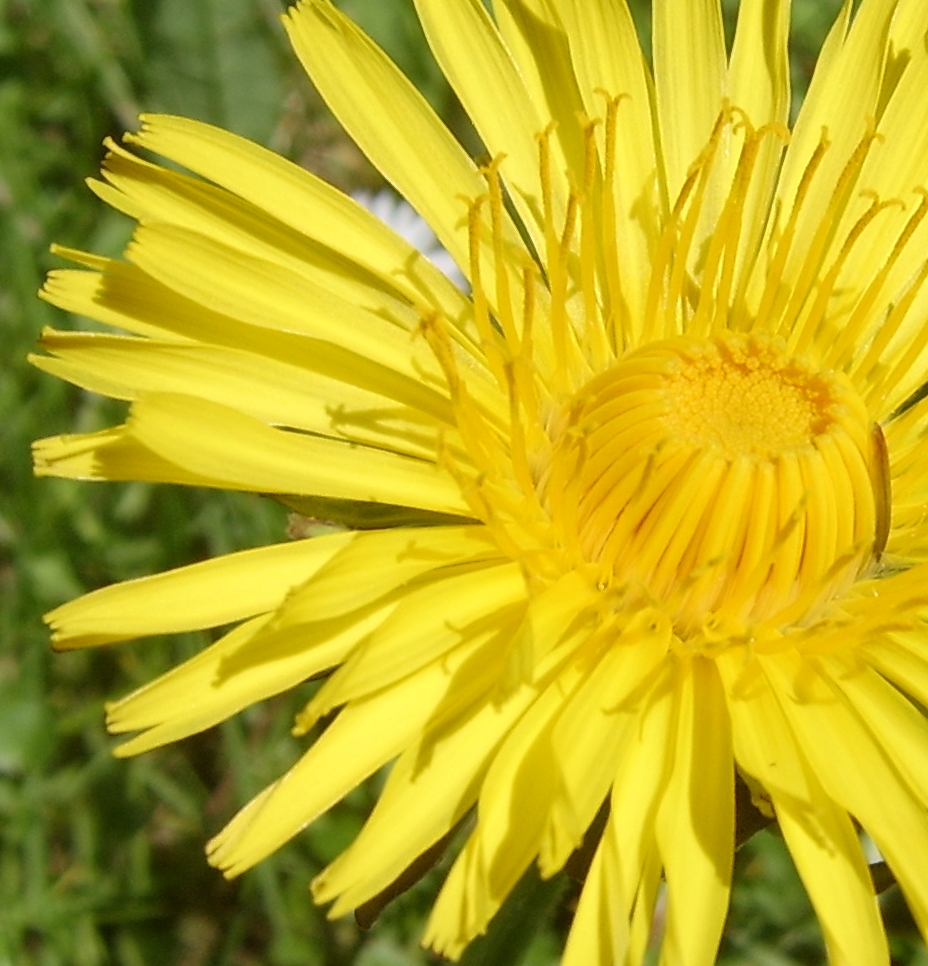
I fiori ligulati
Taraxacum sect. Taraxacum

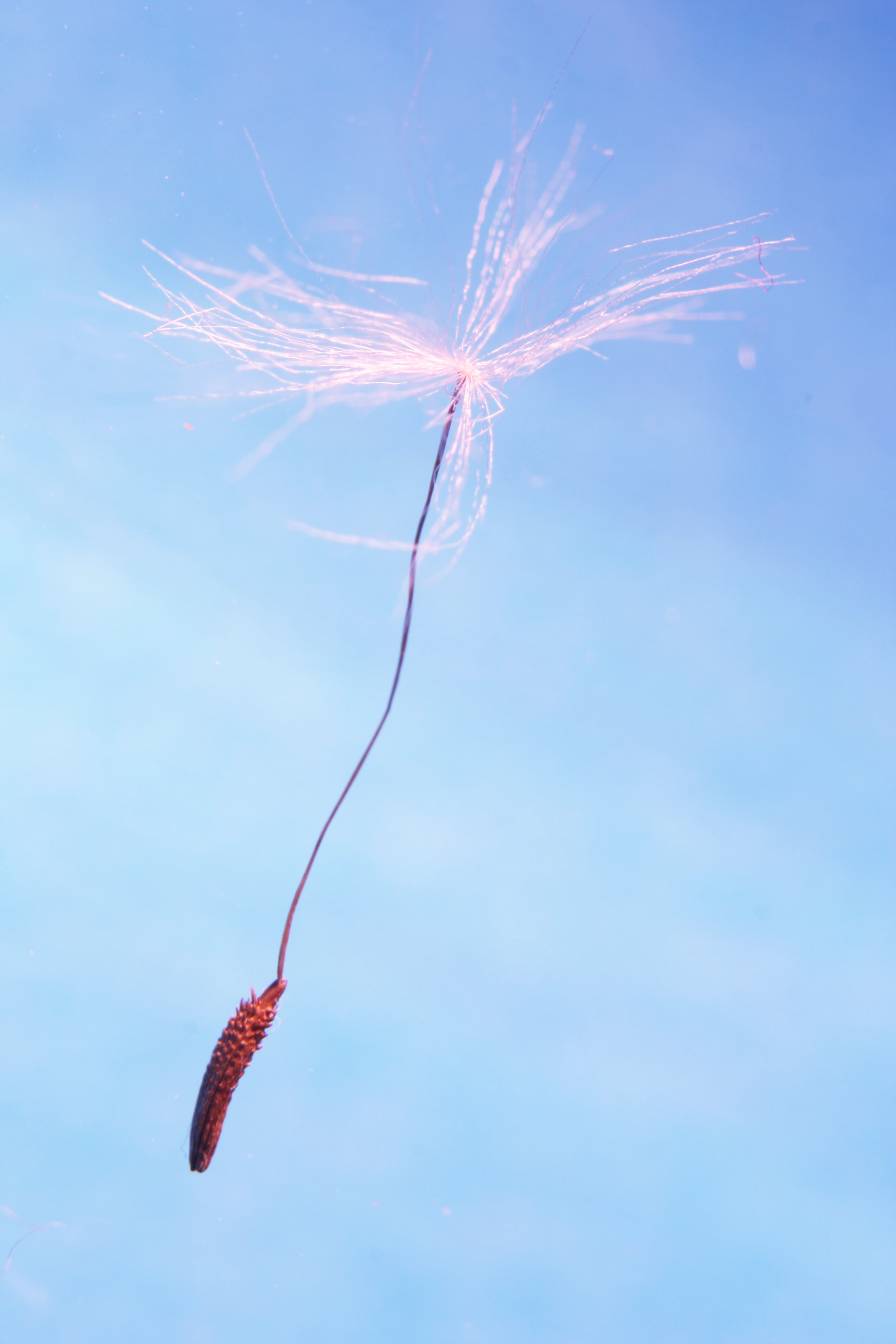
Singolo achenio con pappo
Taraxacum sect. Taraxacum

Habitus. Le specie di questo gruppo in genere sono piante perenni scapose non molto alte con abbondante latice amaro. La forma biologica prevalente è emicriptofita rosulata (H ros), ossia sono piante erbacee, a ciclo biologico perenne, con gemme svernanti al livello del suolo e protette dalla lettiera o dalla neve e hanno le foglie disposte a formare una rosetta basale. La riproduzione delle specie di questo genere può avvenire normalmente per via sessuale oppure anche in modo apomittico.
Radici. Le radici sono dei grossi fittoni perenni, a volte ramificati, con una tunica formata da fibre poco addensate. Il fittone è perenne e quando aumenta in grossezza la sua lunghezza si espande e si contrae alternativamente. Nella radice è presente un lattice amaro. Le radici a volte sono circondate da una tunica, ossia sono ricoperte da resti color marrone secchi dei piccioli degli anni precedenti.
Fusto. La parte aerea vera e propria del fusto è assente: dalla parte apicale del rizoma, posto al livello del suolo, emerge direttamente la rosetta basale e uno o più peduncoli (fino a 10) cavi e afilli dell'infiorescenza; questi possono essere glabri o villosi (soprattutto nella parte distale). Le piante di questo genere sono alte da pochi centimetri a 40 cm (massimo 60 cm durante la fruttificazione di alcune specie). In Europa (e in Italia) raggiungono al massimo i 60 cm con le specie della sezione Taraxacum comprendente la specie più diffusa tradizionalmente chiamata Taraxacum officinale Weber.
Foglie. Le foglie sono solamente basali (rosette radicali) con disposizione alterna lungo il caule. Il picciolo è breve e spesso è alato, oppure è assente (foglie sessili). La lamina ha una forma da oblunga a obovata o oblanceolata o anche lineare-oblanceolata. I margini sono da interi a fortemente dentati o lobati o pennatofidi; possono essere roncinati. Gli apici sono da arrotondati o ottusi a acuti o acuminati. Le facce sono glabre o debolmente villose.
Infiorescenza. Le infiorescenze sono composte da diversi singoli capolini peduncolati. Raramente da un singolo scapo possono ramificarsi due o tre capolini. I capolini sono formati da un involucro a forma da campanulata a oblunga composto da brattee (o squame) disposte in due serie principali in modo embricato, all'interno delle quali un ricettacolo fa da base ai fiori tutti ligulati. Le squame si dividono in interne ed esterne (queste ultime formano un calice basale all'involucro). Quelle interne (da 7 a 25) sono disposte in modo scalato; sono strette, erette e tutte uguali a forma lanceolata e con superficie glabra; i margini possono essere scariosi, cigliati oppure no; gli apici sono acuminati. Le brattee esterne (da 6 a 20) sono disposte su 2 - 3 subserie; hanno una forma da ovata a lanceolata; sono distinte e diseguali, in genere sono più brevi delle squame vere e proprie dell'involucro; i margini possono essere scariosi, cigliati oppure no; nella parte apicale sono caratterizzate dai "cornetti" la cui forma è utile per distinguere una specie dall'altra; all'antesi spesso sono revolute verso il basso. Il ricettacolo è piano e butterato (alla fine diventa convesso), è inoltre nudo, ossia privo di pagliette a protezione della base dei fiori.
Fiori. I fiori (da 15 a 150 - fino a 300 in T. officinale), tutti ligulati, sono tetra-ciclici (ossia sono presenti 4 verticilli: calice – corolla – androceo – gineceo) e pentameri (ogni verticillo ha in genere 5 elementi). I fiori sono ermafroditi, fertili e zigomorfi.
- Formula fiorale:

*/x K {\displaystyle \infty }, [C (5), A (5)], G 2 (infero), achenio
- Calice: i sepali del calice sono ridotti ad una coroncina di squame.
- Corolla: le corolle sono formate da una ligula terminante con 5 denti. La corolla è colorata di giallo a volte con sfumature verdastre, raramente il colore è crema o rosa pallido o bianco, spesso è violaceo tendente al grigio. La parte abassiale della ligula può essere più scura (quasi grigiastra).
- Androceo: gli stami sono 5 con filamenti liberi e distinti, mentre le antere sono saldate in un manicotto (o tubo) circondante lo stilo.[17] Le antere sono prive di codette e alla base sono acute. Il polline è tricolporato.[18]
- Gineceo: lo stilo è filiforme. Gli stigmi dello stilo sono due divergenti e ricurvi con la superficie stigmatica posizionata internamente (vicino alla base).[19] L'ovario è infero uniloculare formato da 2 carpelli.

Frutti. I frutti sono degli acheni con pappo. Gli acheni sono piccoli e di colore grigio-brunastro, paglierino, oliva o rosso; la forma del corpo, variabile da oblanceoloide a obovoide o fusiforme, è appiattita, angolosa (con 4 - 12 coste), con becco e pappo finale; la superficie in genere è glabra, mentre nella parte superiore (in prossimità del becco) è ricoperta da numerosi tubercoli ed aculei. Il pappo è persistente ed è formato da numerose (da 50 a 105) setole bianche (peli semplici) disposte su una serie.

## Biologia
- Impollinazione: l'impollinazione avviene tramite insetti (impollinazione entomogama tramite farfalle diurne e notturne).
- Riproduzione: la fecondazione avviene fondamentalmente tramite l'impollinazione dei fiori (vedi sopra).
- Dispersione: i semi (gli acheni) cadendo a terra sono successivamente dispersi soprattutto da insetti tipo formiche (disseminazione mirmecoria). In questo tipo di piante avviene anche un altro tipo di dispersione: zoocoria. Infatti gli uncini delle brattee dell'involucro si agganciano ai peli degli animali di passaggio disperdendo così anche su lunghe distanze i semi della pianta.

## Distribuzione e habitat
La distribuzione delle specie di questo genere è soprattutto eurasiatica. Alcune specie (una quindicina circa) sono presenti anche in America del Nord e Sud America. Altre specie sono presenti in Australia e Nuova Zelanda. Sono piante che si adattano a qualsiasi terreno e condizione ambientale per cui gli habitat sono i più vari: pietraie, ambienti antropizzati, prati in genere, bordi delle vie, ambienti umidi con ristagno dell'acqua, pascoli alpini e schiarite boschive.

## Tassonomia
La famiglia di appartenenza di questa voce (Asteraceae o Compositae, nomen conservandum) probabilmente originaria del Sud America, è la più numerosa del mondo vegetale, comprende oltre 23.000 specie distribuite su 1.535 generi, oppure 22.750 specie e 1.530 generi secondo altre fonti (una delle checklist più aggiornata elenca fino a 1.679 generi). La famiglia attualmente (2021) è divisa in 16 sottofamiglie.
Il genere Taraxacum comprende moltissime specie per lo più apomittiche. Nella flora spontanea italiana, attualmente (2022) sono presenti oltre 150 specie di questo genere; oltre 1.800 nell'areale Euro-mediterraneo e 2415 in tutto il mondo

### Filogenesi
Il genere di questa voce appartiene alla sottotribù Crepidinae della tribù Cichorieae (unica tribù della sottofamiglia Cichorioideae). In base ai dati filogenetici la sottofamiglia Cichorioideae è il terz'ultimo gruppo che si è separato dal nucleo delle Asteraceae (gli ultimi due sono Corymbioideae e Asteroideae). La sottotribù Crepidinae fa parte del "quarto" clade della tribù; in questo clade è in posizione "centrale" vicina alle sottotribù Chondrillinae e Hypochaeridinae.
I caratteri più distintivi per questa sottotribù (e quindi per i suoi generi) sono:
- in queste piante non sono presenti i peli piccoli, morbidi e ramificati;
- le brattee involucrali sono disposte in due serie ineguali;
- i capolini contengono molti fiori;
- le setole del pappo non sono fragili;
- gli acheni alla base sono poco compressi.

La sottotribù è divisa in due gruppi principali uno a predominanza asiatica e l'altro di origine mediterranea/euroasiatica. Da un punto di vista filogenetico, all'interno della sottotribù, sono stati individuati 5 subcladi. Il genere di questa voce appartiene al subclade denominato "Ixeris-Ixeridium-Taraxacum clade". Questo subclade, nell'ambito della sottotribù, occupa una posizione vicina al "core" della sottotribù ed è inserito in una politomia formata dai subcladi Garhadiolus-Heteracia e Dubyaea-Nabalus-Soroseris-Syncalathium.
Nel clade Ixeris-Ixeridium-Taraxacum i primi due generi (Ixeris e Ixeridium) formano un "gruppo fratello", mentre il grande genere Taraxacum è in posizione "basale". In posizione intermedia, questo clade include anche il genere Askellia. [La precedente configurazione filogenetica è basata sull'analisi di alcune particolari regioni (nrITS) del DNA; analisi su altre regioni (DNA del plastidio) possono dare dei risultati lievemente diversi.]
I caratteri distintivi per le specie del genere di questa voce sono:
- le piante sono rizomatose;
- le foglie sono riunite in rosette radicali;
- le infiorescenze sono formate da capolini solitari e terminali;
- le brattee sono disposte in due serie;
- il tubo della corolla ha all'apice dei ciuffi di lunghi peli;
- i capolini hanno un numero elevato di fiori (fino a 300);
- numeri cromosomici elevati;

Molto lavoro è stato fatto per monografare il genere in Europa, mentre per l'Asia manca dei trattamenti complessivi (alcuni autori russi hanno coperto l'areale siberiano). Il numero delle specie del genere dipende dalla diffusione agamica all'interno dei vari "complessi di specie" e questi variano anche notevolmente tra gli Autori. Altri buoni lavori sono limitati geograficamente (Nord America, Gran Bretagna, Scandinavia, Russia, ecc.) o tassonomicamente, manca quindi una revisione completa del genere.

Le specie native delle zone artiche e alpine occidentali in particolare, dove l'impatto delle glaciazioni pleistoceniche che hanno coperto gran parte del territorio occupato dalle specie alpine di questo genere è stato rilevante (vedi la sezione Alpestris e la sezione Alpina con le specie relative alla flora alpina spontanea italiana comunemente denominate T. alpinum (Hoppe) Hegetschw. e T. alpestre DC.) deve ancora essere studiato a fondo.

Il numero cromosomico di base delle specie di questo genere varia attorno a 2n = 16. Tuttavia sono presenti individui diploidi, triploidi, tetraploidi, pentaploidi, esaploidi, eptaploidi e oltre.

### Nomenclatura
Il tipo nomenclaturale del genere attualmente accettato è Taraxacum officinale basato su una descrizione (alquanto generale) del Leontodon taraxacum definito da Carl von Linné nel 1753 nella pubblicazione "Species Plantarum - 2: 798".

In realtà il campione conservato esaminato dal botanico A.J. Richards nel 1985, è riconducibile alla specie Taraxcum campylodes G.E. Haglund facente parte della sezione Crocea la cui distribuzione è limitata alla Lapponia. I botanici J. Kirschner e J. Stepanek nel 1987 hanno sollevato dei dubbi su questa tipizzazione e le specie di solito indicate con T. officinale ora dovrebbero essere ridefinite nell'ambito della sezione "Taraxacum (ex Ruderalia"). Per il momento nessun nuovo nome è stato proposto per le specie attualmente chiamate comunemente T. officinale.

### Variabilità
Il genere Taraxacum è composto da numerosi "stirpi" o "aggregati" (o sezioni tassonomiche) le cui specie differiscono poco una dall'altra. La causa di questa elevata presenza di "specie collettive" è l'apogamia collegata a processi di poliploidizzazione (spesso sono presenti individui triploidi, tetraploidi, pentaploidi, esaploidi, e oltre). Ad esempio una delle sezioni (sect. Taraxacum) più importanti per la flora spontanee italiana (alla quale fa parte la specie comunemente chiamata T. officinale), da recenti studi risulta meno isolata di quanto precedentemente supposto a causa di continui scambi di materiale genetico tra i vari livelli di ploidia, nonostante la riproduzione agamica. Un altro fattore importante per spiegare le variazioni, oltre alle mutazioni genetiche, è l'ibridazione.

Il successo della diffusione di questo genere (e anche della sua variabilità) è dato inoltre dal fatto che facilmente le sue specie si adattano ad ogni tipo di habitat (per questo in più parti sono considerate piante invasive); oltre a questo il "soffione", l'organo di supporto per la riproduzione, può contenere oltre un centinaio di pappi con relativi semi. Un esempio di variabilità vale per tutti: la specie T. officinale, solamente sul territorio italiano, si presenta con moltissime forme anomale: biforcazione dello scapo fiorale - squame dell'involucro deformate e a consistenza varia da fogliacea a squamosa - crescita di capolini secondari - saldatura reciproca di fiori - inverdimento delle corolle.

Altre ricerche hanno collegato la maggiore frequenza della comparsa dell'apogamia in gruppi di specie situate in areali fortemente influenzati dall'antropizzazione; viceversa altri gruppi relegati in ambienti naturali più tranquilli si presentano con minore variabilità e una diploidia più bassa e costante. Per i motivi sopra esposti questo genere viene più facilmente descritto attraverso il concetto di "aggregato" (o specie collettive o sezioni), piuttosto che attraverso singole specie di difficile definizione. Il seguente elenco delle specie italiane di Taraxacum va considerato quindi come indicativo e provvisorio fintanto che studi più approfonditi e completi risolveranno questo difficile genere.

Riassumendo le cause della complicata tassonomia di questo genere sono:
- (1) scarsa differenziazione dei principali caratteri morfologici;
- (2) riproduzione principalmente di tipo apomittico;
- (3) nei molti taxa di origine ibrida vi è una forte difficoltà nel risalire ai genitori;
- (4) una estrema proliferazione di taxa descritti;
- (5) ampia area di distribuzione, praticamente cosmopolita.

### Sezioni italiane diTaraxacum
Attualmente (2022) il genere Taraxacum è suddiviso in 50 - 60 sezioni (secondo i vari Autori). Queste sezioni derivano da quattro gruppi principali (Dioszezga, Piesis, Oligantha e Orientalia) basate su studi del DNA plastidiale. In Europa sono presenti 35 sezioni, mentre in Italia sono presenti 16 sezioni (con circa 150 specie indicate nel seguente elenco).
| Sezione                                    | N. specie                                                           | Distribuzione | Caratteri pù significativi | Fiori |
| ------------------------------------------ | ------------------------------------------------------------------- | --- | --- | ----- |
| T. sect. Alpestria Soest                   | 12                                                                  | In Italia le specie di questo gruppo si trovano a quote montano-alpine. Altrove sono presenti nelle Alpi. | Gli ambienti delle piante sono subalpini o alpini. - La forma delle foglie è lanceolata con margini profondamente dentati o lobati. - Il picciolo delle foglie è ben visibile. - Le brattee involucrali esterne (colorate di verde scuro e con cerosità grigia) sono prive di cornetti apicali. - Il colore della corolla è giallo aranciato-rossastro. - Negli acheni (colorati di grigio) non è presente la componente rossa. - Il becco degli acheni è sottile e allungato fino al doppio del corpo. |       |
| T. sect. Alpina G. E. Haglund              | 14                                                                  | In Italia le specie di questo gruppo si trovano soprattutto ad alte quote. Altrove sono presenti nell'Europa centrale e mediterranea.                                                                                                 | Il perimetro delle foglie è ovato con denti profondi e spaziati. - Le brattee dell'involucro hanno un colore verde scuro-nerastro e sono prive dei cornetti apicali. - Gli acheni sono colorati di chiaro e sono privi della componente rossa. - Il becco è allungato com il corpo dell'achenio. - Nella parte apicale degli acheni sono presenti dei tubercoli e aculei. |       |
| T. sect. Arctica Dahlst.                   | 2                                                                   | In Italia le specie di questo gruppo si trovano nelle Alpi Orientali. Altrove sono presenti nella parte settentrionale dell'emisfero boreale (Alaska, Canada, Groenlandia, Penisola scandinava, Russia e Siberia) e nei Monti Pirenei | Le foglie sono quasi intere con pochi lobi. - Le brattee esterne dell'involucro hanno dei cornetti apicali visibili. - La componente rossa degli acheni (nerastri o bruno-scuri) è assente. - Il becco dell'achenio è robusto, ed è lungo quanto l'achenio. |       |
| T. sect. Borealia Hand.-Mazz.              | Una specie: Taraxacum ceratophorum (Ledeb.) DC                      | La distribuzione di questo gruppo è cosmopolita concentrata nella parte settentrionale dell'emisfero boreale prevalentemente nella regione artica.                                                                                    | L'ambiente in genere è ruderale o prativo. - Le foglie sono lobate, raramente glabre e mai coriacee. - Le brattee esterne dell'involucro hanno dei cornetti poco evidenti. - Gli acheni colorati di grigio-brunastro e non hanno una componente rossa. |       |
| T. sect. Cucullata Soest                   | 3                                                                   | In Italia le specie di questo gruppo si trovano nelle Alpi. Altrove sono presenti in Europa centrale | Le foglie (basali) sono quasi sempre appressate al suolo (sono inoltre inciso-dentate). - Le brattee esterne dell'involucro sono prive di cornetti apicali e margini membranosi. - Il colore delle corolle è giallo chiaro o biancastro. - Le ligule esterne sono revolute a tubo. - Negli acheni non è presente la componente rossa (sono colorati da grigio a bruno-olivaceo). - Il becco degli acheni è lungo il doppio del corpo dell'achenio.                                                      |       |
| T. sect. Dissecta Soest                    | Una specie: Taraxacum dissectum (Ledeb.) Ledeb., 1846               | In Italia le specie di questo gruppo si trovano nelle Alpi occidentali. Altrove sono presenti in Asia centrale e orientale. | I cornetti apicali delle brattee esterne dell'involucro sono appena visibili. - Il capolino è grosso (20 – 25 cm). - Il portamento delle piante è pulvinoso e appressato al suolo. - Le foglie sono profondamente incise. |       |
| T. sect. Erythrocarpa Hand.-Mazz.          | 10                                                                  | La distribuzione delle specie di questo gruppo va dal Mediterraneo centro-orientale sino all'Asia centrale | Il portamento delle piante è robusto con tunica ben sviluppata. - Le foglie sono profondamente inciso-dentate. - Il capolino ha una forma subsferica alla base. - Le brattee esterne dell'involucro hanno dei cornetti apicali visibili e margini bianchi. - La componente rossa degli acheni è assente. - La fioritura è primaverile. |       |
| T. sect. Erythrosperma (H. Lindb.) Dahlst. | 33                                                                  | In Italia le specie di questo gruppo sono abbastanza comuni e si trovano su tutto il territorio. Altrove sono presenti in Europa, Transcaucasia, Anatolia, Asia mediterranea e Africa mediterranea.                                   | La base delle piante (piccole e gracili) è avvolta da tuniche persistenti. - Le foglie hanno una lamina profondamente inciso-sfrangiata con segmenti laciniati. - I cornetti apicali delle brattee esterne (larghe 1 – 2 mm) dell'involucro sono rossi o brunastri. - Gli acheni hanno una evidente componente rossa. - Il cono apicale dell'achenio è lungo almeno 1/5 del corpo. |       |
| T. sect. Fontana Soest                     | 12                                                                  | In Italia le specie di questo gruppo si trovano soprattutto a quote alpine. Altrove sono presenti nell'areale dell'Europa e del Mediterraneo.                                                                                         | L'habitat tipico per queste piante sono i terreni con ristagno d'acqua. - I margini delle foglie sono quasi interi (i lobi sono ottusi e spaziati). - Il picciolo è decorrente. - Le brattee esterne dell'involucro sono prive di cornetti apicali, sono inoltre colorate di verde chiaro e sono appressate o patenti (non riflesse). - Gli acheni sono privi della componente rossa (sono colorati di grigio-bruno). - Il becco degli acheni è allungato (meno del doppio del corpo).                  |       |
| T. sect. Glacialia Hand.-Mazz.             | Una specie: Taraxacum glaciale É.Huet & A.Huet ex Hand.-Mazz., 1907 | In Italia è rarissima e si trova negli Appennini Centrali. | Le foglie sono profondamente incise. - Le brattee esterne dell'involucro sono senza cornetti. - Gli acheni non hanno una componente rossa, sono colorati di grigio-chiaro. - Il becco dell'achenio è molto breve (o nullo). |       |
| T. sect. Obliqua Dahlst.                   | 3                                                                   | In Italia le specie di questo gruppo si trovano soprattutto a quote alte (Alpi e Appennini). | Le piante non sono avvolte alla base da tuniche persistenti. - Le foglie primaverili sono profondamente incise. - I cornetti apicali delle brattee esterne dell'involucro sono piccoli e grigi. - La componente rossa degli acheni è visibile. - Il corno apicale dell'achenio è conico ed è lungo 1/5 del corpo dell'achenio. |       |
| T. sect. Obovata Soest                     | Una specie: Taraxacum obovatum (Willd.) DC., 1808                   | In Italia queste specie si trovano soprattutto nel Centro. Fuori dall'Italia si trovano nella Penisola Iberica, Francia e nel Magreb.                                                                                                 | L'ambiente in genere è ruderale o prativo. - Le foglie sono intere (ovate) o debolmente dentate, glabre e più o meno coriacee. - Le brattee esterne dell'involucro hanno dei cornetti poco evidenti. - Gli acheni colorati di grigio-brunastro hanno una componente rossa evidente. - Il becco è fragile ed è lungo una volta e mezza l'achenio. |       |
| T. sect. Palustria (H. Lindb.) Dahlst.     | 30                                                                  | In Italia le specie di questo gruppo si trovano più o meno su tutto il territorio. Altrove sono presenti in Europa e Asia occidentale                                                                                                 | Gli habitat preferiti da queste piante sono le zone a ristagno d'acqua. - I. - l picciolo delle foglie (lobate o dentate) è evidente. - Le brattee esterne dell'involucro sono prive di cornetti apicali, ma hanno un margine membranoso. - La componente rossa negli acheni (colorati di grigio) non è presente. - Il becco degli acheni è sottile e più lungo del corpo. |       |
| T. sect. Rhodocarpa Soest                  | Una specie: Taraxacum schroeterianum Hand.-Mazz., 1905              | In Italia questa specie è rara e si trova nelle Alpi. Fuori dall'Italia, sempre nelle Alpi, questa specie si trova in Francia, Svizzera e Austria                                                                                     | I cornetti apicali delle brattee esterne dell'involucro sono ben evidenti. - La componente rossa degli acheni è visibile. - Il corno apicale dell'achenio è conico ed è lungo 1/5 del corpo dell'achenio. |       |
| T. sect. Scariosa Hand.-Mazz.              | 2                                                                   | In Italia le specie di questo gruppo si trovano su tutto il territorio. | Le foglie sono profondamente inciso-dentate. - Il capolino ha una forma cilindrica alla base. - Le brattee esterne dell'involucro hanno dei cornetti apicali visibili e dei margini membranosi. - La componente rossa degli acheni è assente e sono colorati di bruno-grigiastro. - La fioritura è autunnale. |       |
| T. sect. Taraxacum F. H. Wigg.             | 23                                                                  | In Italia le specie di questo gruppo sono molto comuni e si trovano ovunque. Altrove sono presenti in Europa e Asia nord-occidentale.                                                                                                 | Gli habitat per queste piante si trovano a quote basse e medie. - Le foglie sono profondamente inciso-dentate. - Le brattee esterne dell'involucro (riflesse all'antesi) sono prive di cornetti apicali. - Le ligule sono colorate di giallo intenso o aranciato, sono piane e allargate. - Il becco dell'achenio è sottile e lungo più del corpo. - Gli acheni sono tubercolati e aculeati. - La componente rossa non è presente negli acheni che sono colorati da grigio-biancastro a bruno-olivaceo. |       |

### Chiave analitica
Per meglio comprendere ed individuare le varie sezioni del genere (solamente per le sezioni relative alla flora italiana) l'elenco seguente utilizza in parte il sistema delle chiavi analitiche (vengono cioè indicate solamente quelle caratteristiche utili a distingue una sezione dall'altra). Tutte le sezioni hanno delle specie a ciclo biologico perenne e forma biologica emicriptofita rosulata (H ros).
- 1A: le foglie primaverili sono intere, lobate o dentate;

- 2A: il colore degli acheni è nerastro o bruno scuro; il becco dell'achenio è robusto e subuguale al seme;

Taraxacum sect. Arctica Dahlst.: le foglie sono più o meno intere con pochi lobi; le brattee esterne dell'involucro ha dei cornetti o callosità ben visibili; l'altezza massima delle piante è di 3 - 15 cm; l'habitat tipico sono i pascoli alpini fino a quote comprese tra 2.200 e 2.800 m s.l.m.; la fioritura avviene tra luglio ed agosto. Numero specie: 2.
- 2B: il colore degli acheni è grigio-brunastri; il becco dell'achenio è sottile e molto più lungo del seme;

- 3A: gli ambienti di queste piante sono ricchi di ristagni idrici;

- 4A: il picciolo delle foglie è ben visibile; i margini delle brattee degli involucri sono membranosi;

Taraxacum sect. Palustria (H. Lindb.) Dahlst.: le brattee dell'involucro sono prive di cornetti, ma hanno i margini membranosi; non è presente la componente rossa degli acheni; l'altezza massima delle piante è di 10 - 25 cm; l'habitat tipico sono gli ambienti umidi con ristagno d'acqua fino 1.000 m s.l.m. di quota; la fioritura avviene tra marzo e aprile. Numero specie: 30.
- 4B: il picciolo delle foglie non è distinguibile; i margini delle brattee degli involucri non sono membranosi;

Taraxacum sect. Fontana Soest: le foglie sono quasi intere; le brattee dell'involucro sono prive di cornetti; non è presente la componente rossa degli acheni; l'altezza massima delle piante è di 10 - 20 cm; l'habitat tipico sono gli ambienti con sorgenti e prati palustri fino a quote comprese tra 2.000 e 2.600 m s.l.m.; la fioritura avviene tra luglio e agosto. Numero specie: 12.
- 3B: gli ambienti tipici per queste piante sono le aree ruderali, i prati, le malghe e le pietraie;

- 5A: le foglie sono glabre, a consistenza più o meno coriacea e scarsamente lobate;

Taraxacum sect. Obovata Soest: i cornetti delle brattee esterne dell'involucro sono poco visibili; la componente rossa degli acheni è visibile; l'altezza massima delle piante è di 5 - 10 cm; il tipo corologico è Orofita - Ovest Mediterraneo; l'habitat tipico sono gli ambienti antropizzati, i prati e lungo le vie fino alla quote di 1.500 - 2.400 m s.l.m.; la fioritura avviene tra maggio e luglio. Numero specie: una (Taraxacum obovatum (Willd.) DC.).
- 5B: le foglie raramente sono glabre, la consistenza non è coriacea e normalmente sono lobate;

Taraxacum sect. Borealia Hand.-Mazz.: i cornetti delle brattee esterne dell'involucro sono poco visibili; la componente rossa degli acheni non è visibile; l'altezza massima delle piante è di 5 - 10 cm. Numero specie: una (Taraxacum ceratophorum (Ledeb.) DC.).
- 1B: le foglie primaverili sono profondamente inciso-dentate;

- 6A: le brattee esterne dell'involucro ha dei cornetti o callosità ben visibili;

- 7A: non è presente la componente rossa degli acheni;

- 8A: il capolino alla base ha una forma cilindrica; la fioritura di queste piante è autunnale;

Taraxacum sect. Scariosa Hand.-Mazz.: le foglie sono grossolanamente dentate a sega; i margini delle brattee degli involucri sono membranosi; il colore degli acheni è bruno-grigiastro chiaro oppure bruno-rossastro; l'altezza massima delle piante è di 10 - 20 cm; il tipo corologico è Euri-Mediterraneo; l'habitat tipico sono gli ambienti antropizzati e la vegetazione aperta fino alla quote di 2.000 m s.l.m.; la fioritura avviene tra settembre e novembre. Numero specie: 2.
- 8B: il capolino alla base ha una forma subsferica; la fioritura di queste piante è primaverile-estiva;

Taraxacum sect. Erythrocarpa Hand.-Mazz.: queste piante sono robuste; l'altezza massima delle piante è di 5 - 15 cm; l'habitat tipico sono i prati e i pascoli rocciosi fino alla quote di 50 - 2.500 m s.l.m.; la fioritura avviene tra primavera e estate. Numero specie: 10.
- 7B: la componente rossa degli acheni è ben visibile;

- 9A: gli acheni terminano con un cono cilindrico lungo almeno 1/5 dell'intero corpo;

- 10A: i cornetti delle brattee esterne dell'involucro sono grigi;

Taraxacum sect. Obliqua Dahlst.: l'altezza massima delle piante è di 7 - 10 cm; l'habitat tipico sono i pascoli discontinui e i ghiaioni consolidati fino alla quote di 1.900 - 3.000 m s.l.m.; la fioritura avviene tra luglio e agosto. Numero specie: 3.
- 10B: le piante alla base sono avvolte da tuniche persistenti; i cornetti delle brattee esterne dell'involucro sono rossi o brunastri;

- 11A: le piante hanno un portamento gracile; i segmenti delle foglie sono profondamente laciniati; le brattee esterne sono larghe 1 - 2 mm;

Taraxacum sect. Erythrosperma (H. Lindb.) Dahlst.: l'altezza massima delle piante è di 3 - 10 cm; il tipo corologico è Paleotemperato; l'habitat tipico sono gli ambienti aridi e soleggiati e aree antropizzate a quote comprese tra 0 e 1.800 m s.l.m.; la fioritura avviene tra marzo e maggio. Numero specie: 33 specie.
- 11B: le piante sono robuste; i segmenti delle foglie sono grossolani; le brattee esterne sono larghe 2 - 3 mm;

Taraxacum sect. Erythrocarpa Hand.-Mazz.. (vedi 8B)
- 9B: gli acheni terminano con un cono cilindrico lungo al massimo 1/5 dell'intero corpo;

Taraxacum sect. Rhodocarpa Soest: l'altezza massima delle piante è di 15 - 30 cm; l'habitat tipico sono gli ambienti umidi e plaustri fino alla quote di 1.500 - 2.700 m s.l.m.; la fioritura avviene tra giugno e luglio. Numero specie: una (Taraxacum schroeterianum Hand.-Mazz.).
- 6B: le brattee esterne dell'involucro sono prive di cornetti;

- 12A: la superficie degli acheni è liscia, e il becco è molto piccolo (o nullo);

Taraxacum sect. Glacialia Hand.-Mazz.: non è presente la componente rossa degli acheni; il colore degli acheni è grigio chiaro; l'altezza massima delle piante è di 5 - 15 cm; il tipo corologico è Endemico; l'habitat tipico sono le zolle erbose pioniere a quote comprese tra 2.000 e 2.600 m s.l.m.; la fioritura avviene tra luglio ed agosto. Numero specie: una (Taraxacum glaciale É.Huet & A.Huet ex Hand.-Mazz.).
- 12B: la superficie degli acheni è tubercolata o provvista di aculei, e il becco è lungo;

- 13A: il colore degli acheni è bruno-chiaro; il becco dell'achenio ha una struttura robusta (è più o meno uguale al seme);

Taraxacum sect. Alpina G. E. Haglund: il contorno delle foglie è ovato con profondi denti spaziati; le brattee dell'involucro sono colorate di verde-scuro; non è presente la componente rossa degli acheni; l'altezza massima delle piante è di 5 - 15 cm; il tipo corologico è Circumboreale; l'habitat tipico sono le pietraie, i pendii franosi e rupestri fino alla quota di 1.500 - 3.000 m s.l.m.; la fioritura avviene tra giugno e agosto. Numero specie: 14
- 13B: il colore degli acheni è grigio, bruno o olivaceo; il becco dell'achenio è sottile ed è più lungo del seme;

- 14A: il colore della corolla è giallo chiaro o biancastro; le ligule dei fiori sono revolute a tubo;

Taraxacum sect. Cucullata Soest: le foglie sono quasi sempre appressate al suolo; le brattee dell'involucro non hanno i margini membranosi; gli acheni sono sprovvisti della componente rossa; l'altezza massima delle piante è di 7 - 15 cm; l'habitat tipico sono i pascoli alpini fino alla quota di 1.900 - 2.500 m s.l.m.; la fioritura avviene tra luglio e agosto. Numero specie: 3.
- 14B: il colore della corolla è giallo intenso o aranciato; le ligule dei fiori sono piane e allargate;

- 15A: queste piante sono relative a quote basse o collinari; le brattee esterne all'antesi sono riflesse;

Taraxacum sect. Taraxacum F. H. Wigg.: le brattee esterne sono colorate di verde chiaro; gli acheni sono sprovvisti della componente rossa; l'altezza massima delle piante è di 15 - 30 cm; il tipo corologico è Circumboreale; l'habitat tipico sono le schiarite di boschi caducifogli, i prati concimati e gli ambienti ruderali fino alla quota di 1.700 m s.l.m.; la fioritura avviene tra febbraio a maggio. Numero specie: 23.
- 15B: queste piante sono relative a quote alpine o subalpine; le brattee esterne all'antesi sono appressate o patenti; gli acheni sono sprovvisti della componente rossa;

- 16A: le brattee esterne hanno delle cerosità grigiastre ma al centro sono colorate di verde scuro;

Taraxacum sect. Alpestria Soest: le foglie hanno un contorno lanceolato e sono profondamente dentate/lobate; il picciolo è evidente; l'altezza massima delle piante è di 10 - 15 cm; l'habitat tipico sono i suoli poco profondi (ma asciutti) e gli ambienti rupestri fino alla quota di 1.500 - 2.500 m s.l.m.; la fioritura avviene tra giugno a luglio. Numero specie: 12.
- 16B: le brattee esterne non hanno delle cerosità grigiastre e sono colorate di verde scuro;

Taraxacum sect. Alpina G. E. Haglund: le foglie hanno un contorno ovato con denti profondi e ben divisi; l'altezza massima delle piante è di 5 - 15 cm; il tipo corologico è Circumboreale; l'habitat tipico sono le pietraie, i pendii franosi e rupestri, i pascoli alpini e ambienti antropizzati fino alla quota di 1.500 - 3.000 m s.l.m.; la fioritura avviene tra giugno a agosto. Numero specie: 14.
All'elenco si deve aggiungere la Taraxacum sect. Dissecta recentemente inclusa.

### Sezioni della zona alpina
Buona parte delle specie spontanee italiane del genere Taraxacum vivono sull'arco alpino. La tabella seguente mette in evidenza alcuni dati relativi all'habitat, al substrato e alla distribuzione delle specie alpine raggruppate per sezione.
| Sezione | Comunità vegetali | Piani vegetazionali         | Substrato  | pH     | Livello trofico | H2O     | Ambiente          | Zona alpina          |
| --- | ----------------- | --------------------------- | ---------- | ------ | --------------- | ------- | ----------------- | -------------------- |
| Alpestria | 7                 | subalpino alpino            | Ca - Si    | neutro | medio           | umido   | C3 D1 D2 F3 F6    | TO VC NO SO BG BZ UD |
| Alpina | 3                 | alpino                      | Ca - Si    | basico | medio-alto      | umido   | B4 C3 E1 F3 F5 F6 | tutto l'arco alpino  |
| Arctica | 10                | alpino                      | Ca/Si - Si | neutro | basso           | medio   | C3 F5             | BZ                   |
| Borealia | 3                 | subalpino alpino            | Ca - Si    | neutro | alto            | umido   | B4 C3             | UD                   |
| Cucullata | 11                | subalpino alpino            | Ca - Si    | neutro | alto            | umido   | B4 F3             | TO NO BG SO BZ TN    |
| Dissecta | 10                | (nivale) subalpino alpino   | Ca/Si - Si | neutro | basso           | secco   | F5                | TO AO                |
| Erythrosperma | 9                 | collinare montano           | Ca - Si    | neutro | alto            | secco   | B2 F2             | tutto l'arco alpino  |
| Fontana | 7                 | subalpino alpino            | Ca - Si    | neutro | alto            | umido   | C3 D1 D2 E1 F3    | alpi orientali       |
| Obliqua | 10                | subalpino alpino            | Ca - Si    | neutro | basso           | secco   | C2 C3 F5          | TO AO SO BZ BL       |
| Obovata | 4                 | collinare                   | Ca - Si    | neutro | alto            | arido   | B1 B2 F2          | IM                   |
| Palustria | 7                 | collinare montano           | Ca - Ca/Si | basico | medio           | bagnato | E1 F3             | tutto l'arco alpino  |
| Rhodocarpa | 7                 | subalpino alpino            | Si         | acido  | alto            | umido   | D1 E1 E2          | TO AO BG SO          |
| Taraxacum | 11                | collinare montano subalpino | Ca - Si    | neutro | alto            | medio   | B1 B2 B6 F3       | tutto l'arco alpino  |
| Legenda e note alla tabella. Substrato con “Ca/Si” si intendono rocce di carattere intermedio (calcari silicei e simili); vengono prese in considerazione solo le zone alpine del territorio italiano (sono indicate le sigle delle province). Comunità vegetali: 3 = comunità delle fessure, delle rupi e dei ghiaioni; 4 = comunità pioniere a terofite e succulente; 7 = comunità delle paludi e delle sorgenti; 9 = comunità a emicriptofite e camefite delle praterie rase magre secche; 10 = comunità delle praterie rase dei piani subalpino e alpino con dominanza di emicriptofite; 11 = comunità delle macro- e megaforbie terrestri Ambienti: B1 = campi, colture e incolti; B2 = ambienti ruderali, scarpate; B4 = riposi del bestiame; B6 = tagli rasi forestali, schiarite, strade forestali; C2 = rupi, muri e ripari sotto roccia; C3 = ghiaioni, morene e pietraie; D1 = sorgenti e cadute d'acqua; D2 = bordi dei ruscelli; E1 = paludi e torbiere basse; E2 = torbiere alte; F2 = praterie rase, prati e pascoli dal piano collinare al subalpino; F3 = prati e pascoli mesofili e igrofili; F5 = praterie rase subalpine e alpine; F6 = vallette nivali |                   |                             |            |        |                 |         |                   |                      |

### Sinonimi
Sono elencati alcuni sinonimi per questa entità:
- Caramanica Tineo
- Eriopus  D.Don
- Lasiopus  D.Don
- Neo-taraxacum  Y.R.Ling & X.D.Sun
- Wendelboa  Soest

## Usi
Le piante più interessanti per l'utilizzo umano sono quelle della sezione Taraxacum, in particolare la specie che tradizionalmente viene indicata con il nome scientifico di T. officinale. Questa viene comunemente consumata come insalata oppure cotta con le uova o in altre ricette. Anche l'industria farmaceutica è interessata a queste piante per le loro proprietà amare, stomachiche (agevola la funzione digestiva), aperitive e diuretiche (facilita il rilascio dell'urina); in alcuni casi il succo è stato usato per curare certe malattie degli occhi. L'analisi chimica dei componenti della radice rivela la presenza di diverse sostanze specifiche come la "tarassicina" (sostanza amara), di un eteroside, di colina, di resine, di levulina, di inulina e altre sostanze come acidi grassi e sterine. Le radici, se opportunamente tostate, possono essere usate anche come succedanei del caffè